# Les Culottes de Charlotte
 Pour plus de détails, voir Fiche technique et Distribution
Les Culottes de Charlotte est le titre d'un film pornographique français réalisé par Jean-Luc Brunet (d) sous le nom de J. Helbie sorti en 1982.

## Synopsis
Un ancien homme politique, ayant gardé quelque influence, voue une passion immodérée aux petites culottes féminines. Il use de cette influence pour abuser des jolies femmes qui passent à sa portée, mais adopte une attitude de farouche jalousie à l'égard de sa fille Charlotte au point de l'écarter de toute sexualité.
Le président Emile Dussac (Jean Laroche) vit retiré du monde politique dans son cossu château provincial en compagnie de sa fille Charlotte (Claire Lenoir) qu’il surprotège et tient à l’écart des hommes. Père attentionné, le président Dussac est également un vieux pervers, amateur de jolies femmes et de leurs petites culottes. Précisément, le président convoite Isabelle (Cathy Ménard), la femme d’Arnaud St Preux (Ghislain Garet), un jeune loup qui sollicite son appui pour se lancer dans la vie politique. Usant d’un stratagème, il prend des photos compromettantes d’Arnaud en compagnie de Jessica (Dominique Saint Claire (arz)), une prostituée. Grâce à ces photos, il convainc Isabelle de céder à ses caprices.
Toutefois, limité par son grand âge, il se fait assister par son secrétaire Gérard (Jean-Pierre Armand) et se contente de renifler la petite culotte de la belle pendant qu’il les observe en pleine action. Pendant ce temps, Charlotte ne songe qu’à s’amuser et flirt avec un jeune voisin, Didier (Tom Chaney). Son père survient et rabroue le jeune homme. Dépitée, Charlotte part se consoler dans les bras de Mlle Favel (Crédité sous le nom de Patricia Violet , plus connue sous le nom de Marianne Aubert (d)), son professeur de piano. Plus tard, Isabelle confesse le viol à son mari qu’elle lui présente comme une preuve d’amour. Celui-ci décide de se venger avec l’assistance de Gérard qui a lui aussi quelques griefs envers le président. Surprenant Charlotte, seule, alors qu’elle se promène à cheval dans la forêt du domaine, Gérard la viole avec l’aide active d’Arnaud. Le président survient ensuite et relève Charlotte qui, en guise de conclusion, lui déclare que « il était inutile de me protéger contre les dangers de ce monde ». Se rangeant à cette morale, le président consent alors au mariage de Charlotte avec Didier.

## Scènes pornographiques
Le film contient cinq scènes pornographiques : 
1. Dominique Saint Claire (arz) et Ghislain Garet : Arnaud croit avoir gagné aux cartes. Il prend son gain qui consiste à faire l'amour à une prostituée pendant que le président Dussac les prend en photo derrière une vitre sans tain (Fellation, Pénétration vaginale).
2. Cathy Ménard et Jean-Pierre Armand : Par chantage, le président Dussac obtient qu'Isabelle se soumette à ses caprices. Elle arrive vêtue d'un ensemble bleu et jaune que le président lui fait retirer tout en la tripotant. Elle proteste, ce à quoi il répond : « Voyons ma chère comment voulez-vous qu'un vieillard comme moi obtienne les faveurs d'une belle femme comme vous sans abuser un petit peu de son influence ». Ayant, comme il le dit lui-même quelques petits problèmes, il fait entrer son secrétaire pour le remplacer mais précise bien que  « Gérard n'est qu'un instrument c’est moi qui vous possède ». À ses protestations contre l'ordre de se retourner, il répond que « Ah non ma chère. Sinon, c'est comme si vous n'aviez rien fait jusqu'à présent ». (Cunnilingus, Pénétration vaginale).
3. Claire Lenoir et Patricia Violet : Scène lesbienne (Cunnilingus).
4. Cathy Ménard et Ghislain Garet : Isabelle avoue le viol à son mari. Ému par cette preuve, celui-ci lui fait l'amour (Fellation, Pénétration vaginale).
5. Claire Lenoir et Jean-Pierre Armand : Charlotte se promène à cheval dans la forêt jouxtant le château. Arnaud et le secrétaire du président l'interceptent et la désarçonnent. Le secrétaire du président la viole contre une souche d'arbre pendant qu'Arnaud la tient solidement en lui tirant les bras en arrière (Pénétration vaginale).

## Commentaire
Outre le fétichisme des petites culottes et, plus largement, de la lingerie féminine, le film fait également une large place au fétichisme des chaussures. Plusieurs plans de coupe appuyés sont en effet consacrés aux chaussures à talon haut que porte Cathy Ménard.

## Distribution
- Cathy Ménard : Isabelle St Preux
- Jean-Pierre Armand : Gérard, le secrétaire du président
- Dominique Saint Claire (arz) : Jessica, la prostituée
- Ghislain Garet : Arnaud St Preux
- Claire Lenoir : Charlotte
- Jean Laroche : Émile Dussac, le président
- Tom Chaney : Didier, l'amoureux de Charlotte
- Laura Claire : Louisette, la femme de chambre
- Patricia Violet ou Marianne Aubert (d) : La professeure de piano